# Philadelphia 76ers 2014-2015
La stagione 2014-15 dei Philadelphia 76ers fu la 66ª nella NBA per la franchigia.
I Philadelphia 76ers arrivarono quarti nella Atlantic Division della Eastern Conference con un record di 18-64, non qualificandosi per i play-off.

## Roster
| N° | Naz.                   | Ruolo | Sportivo                | Anno | Alt. | Peso \|\| |
| -- | ---------------------- | ----- | ----------------------- | ---- | ---- | --------- |
| 0  | Stati Uniti (bandiera) | G     | Isaiah Canaan           | 1991 | 183  | 85        |
| 1  | Stati Uniti (bandiera) | P     | Michael Carter-Williams | 1991 | 198  | 84        |
| 1  | Stati Uniti (bandiera) | C     | JaVale McGee            | 1988 | 213  | 108       |
| 1  | Stati Uniti (bandiera) | GA    | Glenn Robinson          | 1994 | 201  | 101       |
| 4  | Stati Uniti (bandiera) | A     | Nerlens Noel            | 1994 | 211  | 103       |
| 5  | Stati Uniti (bandiera) | G     | Ish Smith               | 1988 | 183  | 79        |
| 7  | Stati Uniti (bandiera) | G     | Larry Drew              | 1990 | 188  | 82        |
| 8  | Stati Uniti (bandiera) | G     | Tony Wroten             | 1993 | 196  | 93        |
| 9  | Stati Uniti (bandiera) | A     | JaKarr Sampson          | 1993 | 206  | 98        |
| 11 | Stati Uniti (bandiera) | G     | Malcolm Lee             | 1990 | 196  | 91        |
| 11 | Stati Uniti (bandiera) | A     | Malcolm Thomas          | 1988 | 206  | 102       |
| 12 | Camerun (bandiera)     | A     | Luc Mbah a Moute        | 1986 | 203  | 104       |
| 14 | Stati Uniti (bandiera) | G     | K.J. McDaniels          | 1993 | 198  | 91        |
| 16 | Stati Uniti (bandiera) | A     | Chris Johnson           | 1990 | 198  | 91        |
| 19 | Turchia (bandiera)     | A     | Furkan Aldemir          | 1991 | 206  | 104       |
| 20 | Stati Uniti (bandiera) | AG    | Brandon Davies          | 1991 | 208  | 109       |
| 20 | Stati Uniti (bandiera) | G     | Tim Frazier             | 1990 | 185  | 77        |
| 23 | Stati Uniti (bandiera) | GA    | Jason Richardson        | 1981 | 198  | 100       |
| 30 | Stati Uniti (bandiera) | C     | Drew Gordon             | 1990 | 206  | 111       |
| 31 | Stati Uniti (bandiera) | AP    | Hollis Thompson         | 1991 | 203  | 93        |
| 33 | Stati Uniti (bandiera) | A     | Robert Covington        | 1990 | 206  | 98        |
| 35 | Stati Uniti (bandiera) | C     | Henry Sims              | 1990 | 208  | 111       |
| 39 | Stati Uniti (bandiera) | A     | Jerami Grant            | 1994 | 203  | 95        |
| 41 | Stati Uniti (bandiera) | A     | Thomas Robinson         | 1991 | 206  | 109       |
| 88 | Russia (bandiera)      | G     | Aleksej Šved            | 1988 | 198  | 86        |

## Staff tecnico
- Allenatore: Brett Brown
- Vice-allenatori: Chad Iske, Lloyd Pierce, Billy Lange
- Vice-allenatori per lo sviluppo dei giocatori: Sean Rooks, Chris Babcock, Eugene Burroughs, Alvin Williams
- Preparatore fisico: Jesse Wright
- Preparatore atletico: Kevin Johnson